# Bolanderhof
Der Bolanderhof ist ein Weiler. Er ist heute geteilt zwischen der Stadt Kirchheimbolanden und der Ortsgemeinde Bolanden.

## Lage
Der Bolanderhof befindet sich an der Kaiserstraße zwischen Kirchheimbolanden und Marnheim. Die Grenze zwischen Kirchheimbolanden und Bolanden verläuft quer durch die Siedlung, die Hausnummern sind in beiden Hälften doppelt vergeben (Kirchheimbolander Seite: 1 und 2; Bolander Seite: 1, 2, 4 und 5). Der Bolanderhof ist von Feldern umgeben.

## Geschichte
Der Bolanderhof entstand aus der Vorburg der abgegangenen Burg Altenbolanden, deren Mottenhügel sich in seinem Gartenbereich befindet. 1353 bestand der Bolanderhof aus zwei Höfen; der eine gehörte dem Kloster Rothenkirchen, der andere dem Kloster Hane, dem einstigen Hauskloster der Grafen von Bolanden, deren Stammsitz die Burg war. Sie wurde im 14. Jahrhundert zerstört oder aufgegeben.
Im 15. Jahrhundert kam es zu einem Streit zwischen den Fürsten von Nassau (Herrschaft Kirchheim und Stauf) und den Pfalzgrafen (Kurpfalz) über den Besitz am Bolanderhof, der in einem Grenzvertrag von 1533 dadurch gelöst wurde, dass der Bolanderhof real geteilt wurde. Diese Teilung hielt auch noch an, als Bolanden 1706 an Nassau-Weilburg fiel und die Grenze durch den Bolanderhof keine Herrschaftsgrenze mehr darstellte.

## Infrastruktur
Der Bolanderhof verfügt über eine Bushaltestelle an der Landesstraße 401.